# Den själviska genen
Den själviska genen (engelska The Selfish Gene) är Richard Dawkins första och mest kända bok. Den första utgåvan kom 1976. En utökad men i övrigt oförändrad version gavs ut 1989. Ytterligare en engelsk utökad version gavs ut år 2006 i samband med bokens 30-årsjubileum.
I boken lägger Dawkins fram sin tes att evolutionen bör förklaras som resultatet av selektionen av gener snarare än selektionen av organismer eller grupper av organismer. 
Boken väckte en del reaktioner bland annat för att den tolkades som ett försvar för egoism hos människor på individnivå. Det var emellertid inte författarens avsikt att försvara sådan egoism. 
I denna bok introduceras begreppet mem.